# Sinoconodon
Sinoconodon rigneyi
Genre
Espèce
Sinoconodon est un genre éteint de cynodontes mammaliamorphes ayant vécu durant le Jurassique inférieur (Sinémurien), il y a environ 193 millions d'années, dans ce qui est actuellement la Chine. Une seule espèce est connue, Sinoconodon rigneyi, décrit en 1961 à partir de restes découvert dans la formation de Lufeng, dans la province du Yunnan. Tout en partageant de nombreux traits plésiomorphes avec d'autres cynodontes non mammaliaformes, il possède une articulation spéciale de la mâchoire, secondairement évoluée, entre le dentaire et les os squamosaux, qui, dans des taxons plus dérivés, remplacerait le tétrapode primitif entre les os aticulaires et l'os carré. La présence d'une articulation dentaire-squamosale est un trait historiquement utilisé pour définir les mammifères,.